# Desmond Young
Pour les articles homonymes, voir Young.
Desmond Young (1892 - 27 juin 1966) est un militaire et écrivain britannique.

## Biographie
Desmond Young naît en 1892.
Il est surtout connu pour son livre Rommel, the Desert Fox, qui a inspiré le film Le Renard du désert sorti en 1951,.
Il meurt le 27 juin 1966

## Œuvres
- (en) Ship ashore; adventures in salvage, 1932
- (en) Rommel, the desert fox, 1950
(de) Rommel : d. Wüstenfuchs, 1976
- (en) Fountain of the Elephants, 1959 (une biographie de Benoît de Boigne qui a fait fortune en Indes dans les années 1770-1790)
- (en) Member for Mexico : Biography of Weetman Pearson, First Viscount Cowdray, 1966
- (en) Rutland of Jutland, 1962
- (en) The Man in the Helmet, 1963
- (en) Try Anything Twice, 1963
- (en) The Desert Fox : the Story of Rommel, 2003 (œuvre posthume largement inspirée de Rommel, the desert fox)